# Karin Kaiser
Karin Kaiser (geboren 1962 in Göttingen) ist eine deutsche Hochschullehrerin, Wirtschaftsprüferin, Steuerberaterin und Politikerin (AfD).

## Biografie
Nach dem Abitur am Theodor-Heuss-Gymnasium in Göttingen und einer Ausbildung zur Sparkassenkauffrau absolvierte Kaiser ein Studium der Betriebswirtschaftslehre an der Georg-August-Universität Göttingen, das sie 1989 mit Diplom abschloss. 1994 folgte die Promotion zur Dr. rer. pol. Anschließend wurde sie Steuerberaterin und Wirtschaftsprüferin und war unter anderem als Prokuristin für PricewaterhouseCoopers tätig, bis sie 2007 Professorin an der Fachhochschule Kiel wurde.
2009 trennten sich Kaiser und die Fachhochschule Kiel im Unfrieden, nachdem Kaiser erfolglos auf ihre Verbeamtung auf Lebenszeit geklagt hatte. Später wurde sie Professorin an der Hochschule Niederrhein, an der sie unter anderem Lehrveranstaltungen zu den Themen Buchhaltung, externes Rechnungswesen, Kanzleimanagement und Berufsrecht, internationale Rechnungslegung und Investition hielt und Koordinatorin des dualen Studiengangs „Steuern und Wirtschaftsprüfung“ war.

### Politik
Bei der Bundestagswahl 2017 kandidierte Kaiser in Schleswig-Holstein für die AfD, erhielt jedoch keinen Sitz im Bundestag. Im September plante sie eine Veranstaltung zum Thema „Tod des Rechtsstaats“ in Räumen der Hochschule. Eine zunächst erteilte Genehmigung wurde mit Hinweis auf die Pflicht der Hochschule zu politischer Neutralität widerrufen, nachdem sie Einladungen an Parteien und weitere Organisationen verschickt hatte mit der Aufforderung, sich zu dem Thema klar zu positionieren, damit Wähler eine Entscheidungsgrundlage hätten.

### Arbeitsrechtliche Auseinandersetzung
Ende 2017 kündigte die Hochschule Kaiser fristlos, da sie ungenehmigt Nebentätigkeiten ausgeübt habe, einer ihrer Vorlesungen ohne Entschuldigung ferngeblieben sei und eigenmächtig einen externen Lehrbeauftragten eingesetzt habe. Die Hochschule erklärte, die Kündigung habe nichts mit der geplanten und abgesagten Veranstaltung im September zu tun.
Das Arbeitsgericht Mönchengladbach gab einer Kündigungsschutzklage Kaisers recht. Die lange bekannte und zuvor jahrelang befristet genehmigte Nebentätigkeit sei als Kündigungsgrund unverhältnismäßig, der Einsatz eines externen Vertreters ebenfalls. Ein Einigungsversuch mithilfe eines Güterichters scheiterte. Das Landesarbeitsgericht Düsseldorf hob die Kündigung schließlich auf. Die Vorwürfe gegen Kaiser seien nicht ausreichend oder bereits durch Abmahnungen erschöpft gewesen. Ein weiterer Vorwurf, sie habe andere Mitarbeiter diffamiert, sei zu pauschal und von der Hochschule nicht belegt worden. Auch ihre parteipolitische Ausrichtung rechtfertige die Kündigung nicht. Eine Revision zum Bundesarbeitsgericht wurde nicht zugelassen.